# Carroll Valley (Pensylvánie)
Carroll Valley je obec (borough) v Adams County, v Pensylvánii. Obec vznikla 30. září 1974 na základě petice obyvatel.

## Obyvatelstvo
| 1980 | 1990 | 2000 | 2010 | 2020 |
| ---- | ---- | ---- | ---- | ---- |
| 817  | 1457 | 3291 | 3876 |      |

## Náboženství
Nejvíce obyvatel se hlásí ke katolické církvi, následuje Evangelical Lutheran Church in America a United Church of Christ.